# 柯克亚河
柯克亚河 (Kokyar River)，也作拜什铁热克吾斯塘，位于中华人民共和国新疆维吾尔自治区喀什地区叶城县的一条河流，是提孜那甫河下游右岸支流，发源于叶城县南部的昆仑林场区，源流区是叶尔羌河流域唯一的一处水源涵养林区。干流大体自南向北，流经菩萨牧场、古勒巴格比纳木、柯克亚乡等地，于乌夏巴什镇布那克村西北，右纳阿克其河之后，继续北流34千米建有引水渠首，在此大部分河水被引入下游叶城县城以东灌区，余水沿河道继续北流，最终散失于下游绿洲区域。历史上，柯克亚河下游转向西北流，汇入提孜那甫河。河流全长约180千米，其中山口以上河长38千米，流域面积377平方千米，年均径流量约0.78亿立方米。